# 独生子女
独生子女，指没有兄弟姐妹的人。世界多個先進國家和地區均出現少子化現象，源于不少夫婦只愿意生育一至兩個子女，令獨生子女越來越多；另外两个子女的情况，假如其中一个早逝（通常指未成年），另一个也会成为独生子女，当然以后再有弟妹的情况就不算。
中国大陆20世纪70年代末以来实行的计划生育政策（即“一孩政策”），产生了大批的独生子女，該政策直至2015年方被廢除。

## 成因
現代社會獨生子女的成因很複雜，形成獨生子女的主因有以下幾點：
- 父母一開始就只想生出一個孩子。
- 父母本來打算生首名孩子後再生育，但無法再懷孕。
- 由於兄弟姐妹過世而成為獨生子女，通常指未成年之前过世，以后也没再有弟妹。
- 雙薪家庭父母無暇照顧過多子女而只生一個孩子。
- 因国家政策限制而产生的獨生子女情况，例如中国大陆的计划生育政策。

## 特徵
普遍的观点认为，由于父母过于的溺爱和经济水準的提高，这些独生子女往往娇生惯养，并且形成了以自我为中心的价值观念；但日本心理學者田村正晨認為，現代的父母因為很清楚沒有兄弟姊妹的環境將對孩子造成什麼影響，多半會在教育上加強補足；而年輕一代獨生子女幼兒時就進入學校過團體生活，不一定會因嬌寵而缺乏社會性，甚至參加義工活動的人也以獨生子女為多。獨生子女缺乏社會性是一般人先入為主的刻板印象，這種印象和二次大戰結束前後出生的獨生子女稀少，戰後嬰兒潮那一代通常有五六個兄弟姐妹有關。
獨生子女由於從小受到父母的關注較多，成長環境豐富，多半聰明且有很強的感受性，了解社會上對獨生子女容易有負面印象，因而害怕「自我主張」遭到同儕的厭惡，有時甚至會衍生出自我厭惡感。此外，由於缺少兄弟姊妹的對立競爭，獨生子女較容易對他人產生信賴感，對朋友也較為體貼（由於沒有像兄弟姊妹這樣的玩伴，朋友相對來說比較重要），也容易取得他人的信任。
獨生子女的父母往往會把期望集中在子女身上，令他們承受沉重心理壓力，因而成就動機較高；正面來說，不執著於眼前的得失而肯定地朝大方向邁進，較容易自我實現；但就負面角度而言，獨生子女面對挫折的抗壓性較低，受到打擊容易變得憂鬱消沉。
獨生子女習慣獨處，較喜歡進行思考性的活動；成年以後，多半擁有獨特的價值觀，傾向選擇較能發揮自己興趣的工作，特別是能單獨完成並發揮自己獨特性的創造性工作。在團體生活中，獨生子女由於對競爭、對立的體驗較少，較容易站在中立的角度，在工作場所中處於派系和權力鬥爭的緩衝地帶；一般人認為獨生子女對工作要求完美不易妥協、孤僻難以接近，多半是因為他們沒有兄弟姊妹競爭，從小不需強烈主張自己的意見以博得父母關注，而導致溝通能力略為不足，但其實了解獨生子女真正的想法之後，這種狀況就能改善。
在部分亚洲地区，由於社會福利制度不健全或不普遍，加上有「養兒防老」和重視孝道的傳統觀念，獨生子女長大後需要一人供養父母，如果擁有子女，則一人要同時供養父母和子女，有時更包括配偶和配偶的父母，造成沉重的經濟壓力。但隨著時代改變，人們的心態也逐漸改變，經濟許可的父母會為老年預作規劃，獨生子女所受到的壓力也在減輕。
雖然中國大陸社會上有一派人認為，大量长期的独生子女对社会民族的发展是不利的，整个民族会处在长期的老龄化和劳动力短缺的压力下；但中國大陸因国家政策限制而產生獨生子女，本就和其他國家因社會變遷自然產生獨生子女不同。因社會變遷自然產生獨生子產生的獨生子女，並不一定只會對社會產生負面影響。
性格跟生活狀態因人而異，要片面捕捉獨生子女的性格是不可能的。目前先進國家正由講究團體生活的「有兄弟姊妹的社會」轉型為自由化、價值觀多元、尊重個人差異的「獨生子女型態的社會」，除去有色眼鏡，了解並尊重獨生子女是有必要的；而獨生子女也可因此消去對人群過度防衛的態度，了解自己，將過往認為對獨生子女不利的一面轉為有利的一面，融入社會生活。

## 獨生子女中的名人
- 奧莉維亞·羅德里戈